# Simat de la Valldigna (kommun)
Simat de la Valldigna är en kommun i Spanien.   Den ligger i provinsen Província de València och regionen Valencia, i den östra delen av landet, 300 km sydost om huvudstaden Madrid. Antalet invånare är 3 705.